# Филипповка (Правдинский район)
Филипповка — посёлок в Правдинском районе Калининградской области. Входит в состав Домновского сельского поселения.

## Население
| 2002 | 2010 |
| ---- | ---- |
| 171  | ↗182 |